# Darreh Zāgheh-ye ‘Olyā
Darreh Zāgheh-ye ‘Olyā (persiska: دره زاغه بالا, دره زاغه عليا, Darreh Zāgheh-ye Bālā) är en ort i Iran.   Den ligger i provinsen Lorestan, i den nordvästra delen av landet, 300 km sydväst om huvudstaden Teheran. Darreh Zāgheh-ye ‘Olyā ligger 2 079 meter över havet och antalet invånare är 219.
Terrängen runt Darreh Zāgheh-ye ‘Olyā är kuperad. Runt Darreh Zāgheh-ye ‘Olyā är det tätbefolkat, med 257 invånare per kvadratkilometer. Närmaste större samhälle är Borujerd, 12,4 km väster om Darreh Zāgheh-ye ‘Olyā. Trakten runt Darreh Zāgheh-ye ‘Olyā består i huvudsak av gräsmarker.